# Đồng Tâm, Lạc Thủy
Đồng Tâm là một xã thuộc huyện Lạc Thủy, tỉnh Hòa Bình, Việt Nam.
Xã Đồng Tâm có diện tích 49,32 km², dân số năm 1999 là 5154 người, mật độ dân số đạt 105 người/km².